# Murianette
Murianette est une commune française située dans le département de l'Isère, en région Auvergne-Rhône-Alpes. La commune se situe à l'est de Grenoble et fait partie de la métropole Grenoble-Alpes Métropole.
Ses habitants sont appelés les Murianettois et les Murianettoises.

## Géographie

### Situation et description
Murianette se situe à 7 km de Grenoble. Ce village est situé au carrefour de deux grandes villes, Domène et Gières. Au pied de la chaîne de Belledonne, il domine à la fois la vallée du Grésivaudan et l'Agglomération Grenobloise. Ce village de passage dans la région du Grésivaudan est assez urbain dans le centre, mais très rural autour en raison de sa situation géographique.
Notons la présence à proximité de l'aérodrome de Grenoble-Le Versoud et de la base de loisirs du Bois Français.

### Communes limitrophes
- Domène, Gières, Meylan, Revel, Saint-Martin-d'Uriage, Venon

### Climat
Pour des articles plus généraux, voir Climat d'Auvergne-Rhône-Alpes et Climat de l'Isère.
En 2010, le climat de la commune est de type climat des marges montargnardes, selon une étude du Centre national de la recherche scientifique s'appuyant sur une série de données couvrant la période 1971-2000. En 2020, Météo-France publie une typologie des climats de la France métropolitaine dans laquelle la commune est exposée à un climat de montagne ou de marges de montagne et est dans la région climatique  Alpes du nord, caractérisée par une pluviométrie annuelle de 1 200 à 1 500 mm, irrégulièrement répartie en été. 
Pour la période 1971-2000, la température annuelle moyenne est de 11,9 °C, avec une amplitude thermique annuelle de 19,6 °C. Le cumul annuel moyen de précipitations est de 1 196 mm, avec 10 jours de précipitations en janvier et 7,4 jours en juillet. Pour la période 1991-2020, la température moyenne annuelle observée sur la station météorologique de Météo-France la plus proche, « Grenoble - Lvd », sur la commune du Versoud à 4 km à vol d'oiseau, est de 12,6 °C et le cumul annuel moyen de précipitations est de 981,1 mm,. Pour l'avenir, les paramètres climatiques de la commune estimés pour 2050 selon différents scénarios d'émission de gaz à effet de serre sont consultables sur un site dédié publié par Météo-France en novembre 2022.

### Hydrographie
Le territoire communal est bordé par l'Isère.

### Transports

#### Chemin de fer
La commune est traversée par le réseau ferré de France reliant notamment Grenoble à Montmélian.
Murianette ne possède toutefois pas de gare de voyageurs ni de marchandises.
La gare la plus proche se situe sur la commune de Gières, la Gare Grenoble-Université-Gières.
Dans le passé, la gare de Domène était également ouverte aux voyageurs : elle est actuellement fermée par la SNCF.

#### Transports urbains

La route et la piste cyclable, entrée de Murianette de Gières.

Murianette bénéficie d'une bonne desserte de transport en commun par le réseau de Transports de l'Agglomération Grenobloise.
La ligne de bus 15 (fréquence de passage de 7 à 15 min en heure de pointe) traverse les villes de Domène, Murianette, Gières, Saint-Martin-d'Hères et Grenoble dans les deux sens de circulation de 5h30 à 22h30 chaque jour sauf le 1er mai.
Ses terminus sont les suivants :
- Grenoble - Verdun Préfecture
- Domène - Les Arnauds / Les Chenevièves

## Urbanisme

### Typologie
Au 1er janvier 2024, Murianette est catégorisée ceinture urbaine, selon la nouvelle grille communale de densité à sept niveaux définie par l'Insee en 2022.
Elle appartient à l'unité urbaine de Grenoble, une agglomération intra-départementale regroupant 38  communes, dont elle est une commune de la banlieue,,. Par ailleurs la commune fait partie de l'aire d'attraction de Grenoble, dont elle est une commune de la couronne,. Cette aire, qui regroupe 204 communes, est catégorisée dans les aires de 700 000 habitants ou plus (hors Paris),.

### Occupation des sols
L'occupation des sols de la commune, telle qu'elle ressort de la base de données européenne d’occupation biophysique des sols Corine Land Cover (CLC), est marquée par l'importance des forêts et milieux semi-naturels (48,8 % en 2018), en diminution par rapport à 1990 (52,1 %). La répartition détaillée en 2018 est la suivante : 
forêts (48,8 %), terres arables (22,3 %), prairies (20,6 %), zones urbanisées (7,3 %), eaux continentales (1,1 %). L'évolution de l’occupation des sols de la commune et de ses infrastructures peut être observée sur les différentes représentations cartographiques du territoire : la carte de Cassini (XVIIIe siècle), la carte d'état-major (1820-1866) et les cartes ou photos aériennes de l'IGN pour la période actuelle (1950 à aujourd'hui).

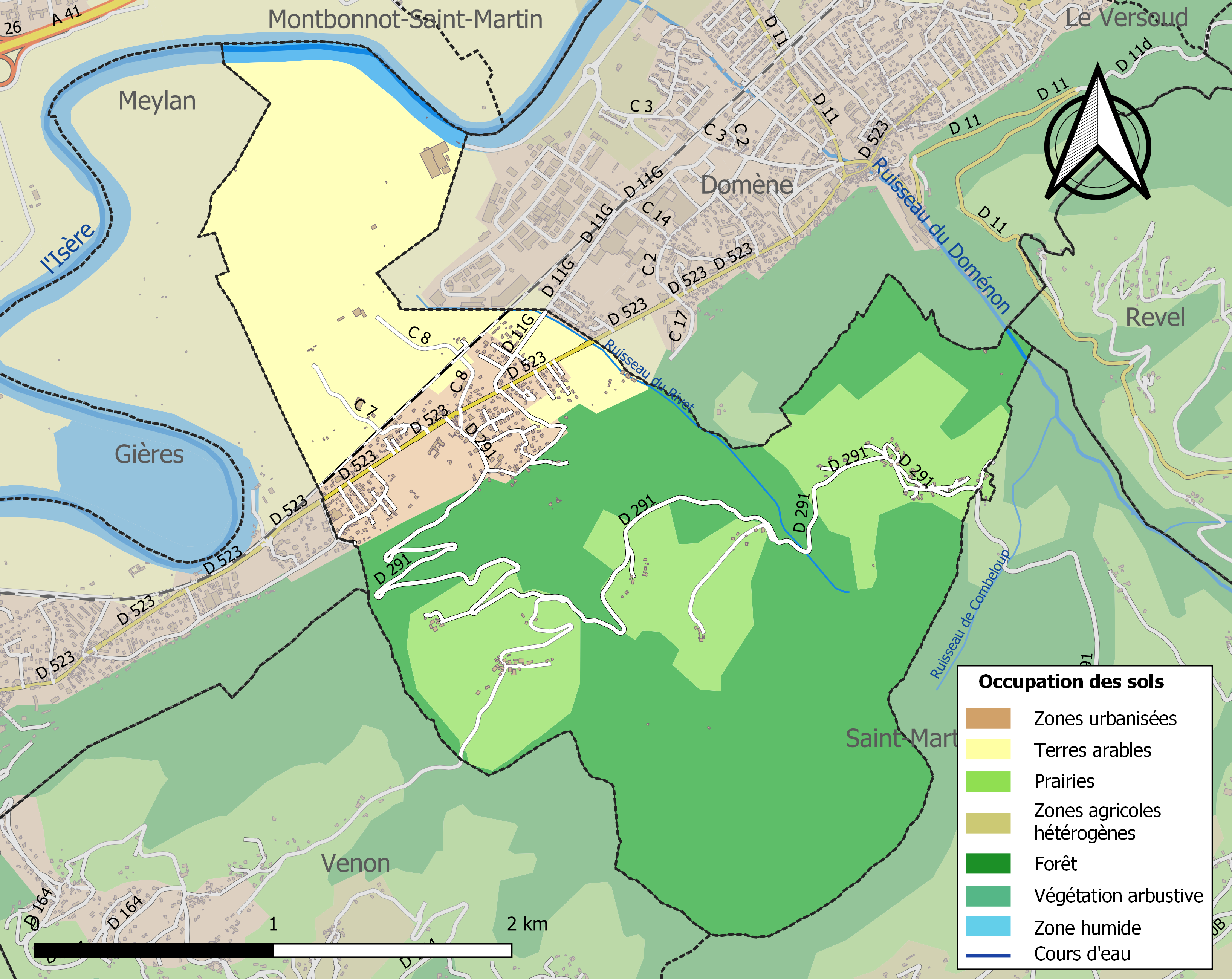
Carte des infrastructures et de l'occupation des sols de la commune en 2018 (CLC).

### Risques naturels et technologiques

#### Risques sismiques
L'intégralité du territoire de Murianette est située en zone de sismicité no 4, comme l'ensemble des communes de l'agglomération grenobloise.
| Type de zone | Niveau            | Définitions (bâtiment à risque normal) |
| ------------ | ----------------- | -------------------------------------- |
| Zone 4       | Sismicité moyenne | accélération = 1,6 m/s2                |

### Principaux quartiers

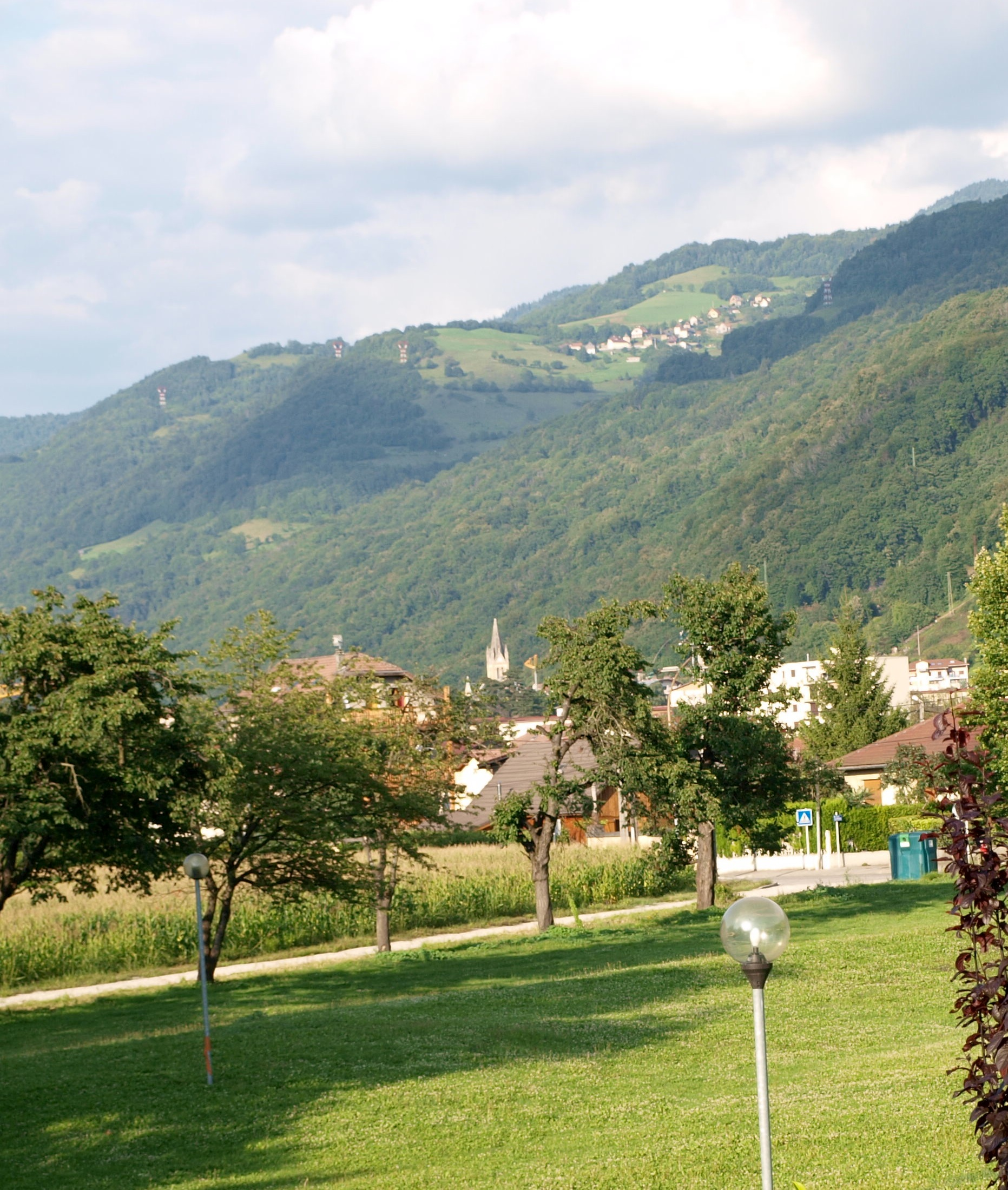
Les Barrières.

- La Perrière
- Champ des rages
- Le Bourg
- Le Pré Cottin
- Le Petiot
- L'Église
- La Briot
- Les Rivets
- Les Barrières

### Lieux-dits
- La Tour
- Les Jacques
- Les Jappins
- Les Perrets
- Combeloup
- La Pérérée

## Toponymie

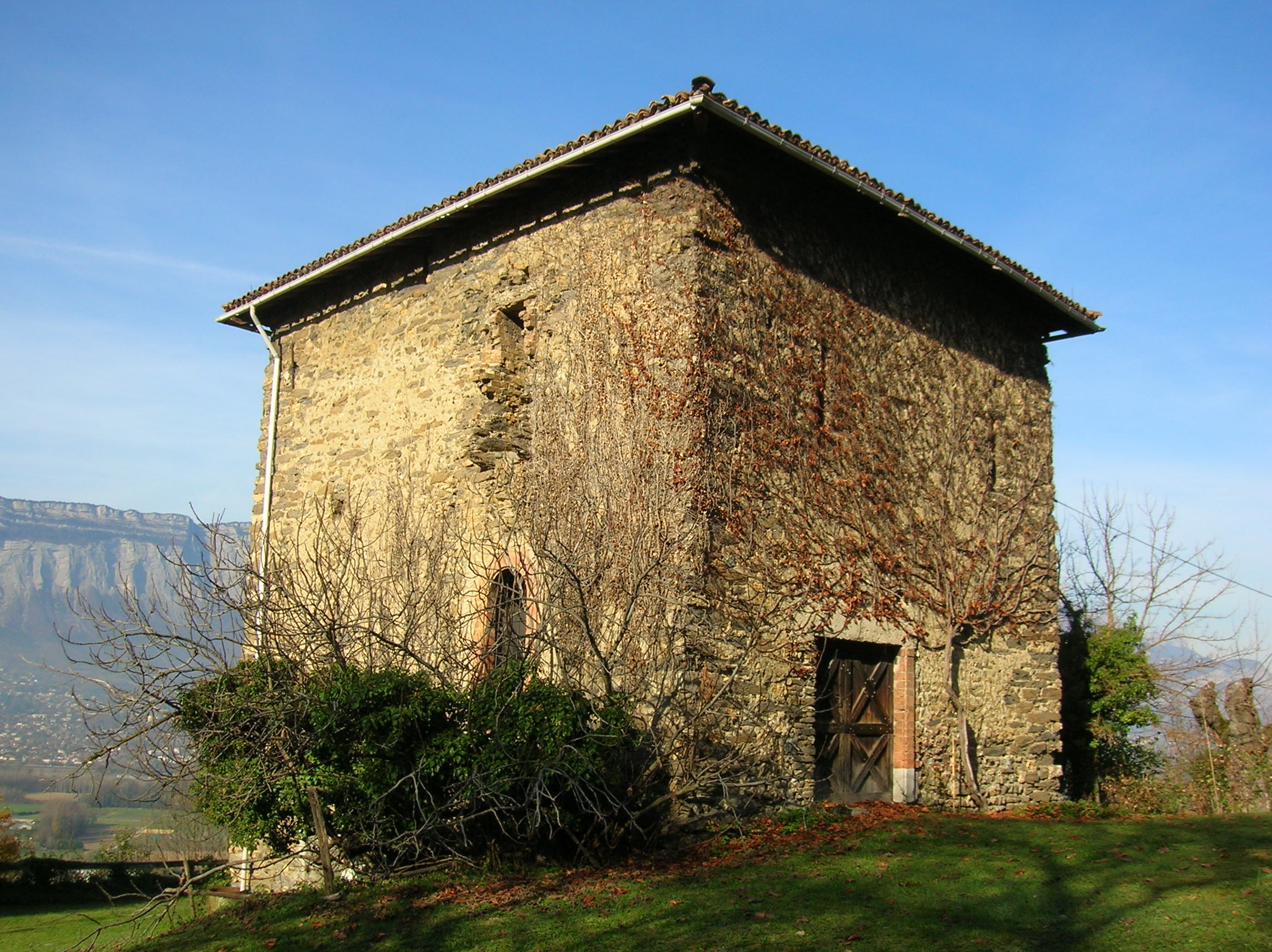
La Tour Ravier.

### Origine du nom
Murianette ne doit son nom ni à la culture du murier, ni à l’occupation très discutée des Maures (ou Sarrazins). L’origine du nom provient de l'existence d'une ferme ou domaine Gallo-Romain appartenant à Maurius, situé au bas du bourg, aux deux lieux-dits Murianette. Il existait deux autres domaines, dont celui de Denisius qui était situé au lieu-dit La Denise, aux Perrets. Le Perthuis du Sarrazin ne doit pas son nom à la présence des Maures, mais signifie « grotte du défilé » (Sarrazin est une déformation de Serrare en latin, resserrer) et doit son nom au défilé étroit qui domine le Périmint.
La vallée gallo-romaine du Grésivaudan a été envahie au début du Ve siècle par les Burgondes, venus de Germanie. Comme ces gens étaient blonds roux, les Gallo-Romains les appelèrent les Russus (mot latin qui signifie blond-roux), d'où les noms de lieux et de personnes en Roux (Chamrousse, Croix Rousse, Col du Rousset, Roux, Rousselet, Rosseti etc.). Les Burgondes construisaient des lieux fortifiés (Burg, Bourg (à Domène) Meaubourget (à la Pérérée). Ils défrichaient des terres (Reuten en Allemand qui a donné : champ roti, les routes etc.).
Le plus ancien écrit mentionnant le nom de Murianette date de 993 "Mandus in villa vocabulo mariana".[réf. nécessaire]
La tour de Murianette est attestée par une formule du XIIe siècle : in molari supra Maurianettam (sur la colline au-dessus de Murianette).

### L'origine des noms de lieux sur la commune
- La Pérérée, La Perrière, les Perrets : du latin Petra, Pierre - désigne un endroit où se trouvaient des rochers ou des ruines anciennes. Il faut rappeler qu'à la Pérérée se trouve le Meaubourget, lieu fortifié des Burgondes (de Burg, Bourg, lieu fortifié). Aux Perrets se trouvait le domaine agricole du gallo-romain Denizius (la Denise) et à la Perrière se situait le domaine gallo-romain du Sentillon ce qui expliquait la présence de ruine, donc de pierres.
- Champ des rages : rages, rajas, rajasse, rachais, rochat viennent du latin Radix, racine. Le champ des rages est donc le champ des racines, c'est-à-dire une zone de défrichement. Il correspond, à Essarton, Essart, = terre défrichée, et aussi à Taillat (forêt défrichée et transformée en taillis) et aussi à Routes qui vient du mot germanique Reudes, Reuten. Zone de défrichement (ailleurs Rotty, côte Rotie, le Roti, champ Roti).
- La Pièce : mot d'origine gauloise signifiant champ.
- Le Martinet : du latin Marcus transformé en Martelus, le marteau. Il s’agissait d'un marteau à bascule qui, mis en mouvement par une roue came, servait à battre le métal. La roue était animée le plus souvent par une chute d'eau donc se trouvait près d'un ruisseau.
- Les Goings : peut provenir du latin Cuneum terre en coin, ou aussi du gaulois Connius, ou encore d'une terre provenant des cognassiers.
- Les Rivoires : du latin Robur chêne, Robaria chêneraie (on trouve aussi Ravorie, la Rivoire, Rivière).
- Le Rivet : du latin Rivus, le ruisseau et de là la terre qui est près de ce ruisseau.
- Le Petiot : de petit, adjectif ou nom d'une personne.
- Les Charmettes : du latin Carpinus le charme. Lieu où étaient plantés des charmes.
- Les Diots : désigne un lieu sacré, du mot gaulois Devo.
- La Cournard : vient de cornouille, petit arbuste habituel des lisières de bois[15].

## Histoire

### Édifice religieux
Au XIe siècle, l'église Saint-Félix de Murianette est la possession de l'évêque de Grenoble.
Elle est consacrée en 1100 sous le nom de Saint-Jean, futur Saint-Hugues.

### Données historiques
Un certain Guigon Ravier est mentionné en 1260, parmi les propriétaires de terrain de la paroisse du Touvet, où une branche de cette famille se maintient pendant le Moyen Âge. Concernant directement le territoire de Murianette, Guillaume Ravier passe reconnaissance en 1267 à la comtesse de Genevois, pour deux moulins et une terre à Domène, pour lesquels il devait des cens et 9 sols de plaid et Aymon Ravier, également de Murianette, reconnaît pour sa part à l'évêque de Grenoble des possessions à Montbonnot et dans la paroisse de Domène, en 1281. En 1299, le même Aymon rend hommage à Amédée, comte de Genève, pour une tour et une maison au lieu-dit de Murianette, près de la gorge, 2 moulins à Domène et une forêt près de l'Isère. Il semble probable que le Jean Ravier qui tient maison forte dans la description du mandement de Gières en 1339, est en fait celui de Murianette : en effet, la question des limites du mandement de Gières est souvent posée et 5 feux de la paroisse de Murianette sont rattachés au mandement de Gières. Un noble Guigues Ravier, damoiseau de Murianette âgé de 35 ans, est cité parmi les témoins du comte de Genève dans son procès contre le dauphin en 1387. En 1540, le dénombrement de Guigues Guillermier, écuyer, mentionne, en plus d'une maison au Touvet : en la paroisse de Murianette une maison forte avec un héritage contenant terre prés du bois, et vignes par le moyen de l’évêque de Grenoble seigneur de Murianette, valant 30 lt. en revenu charges déduites etc. Il s'agit sans doute du même site.

### Administration municipale

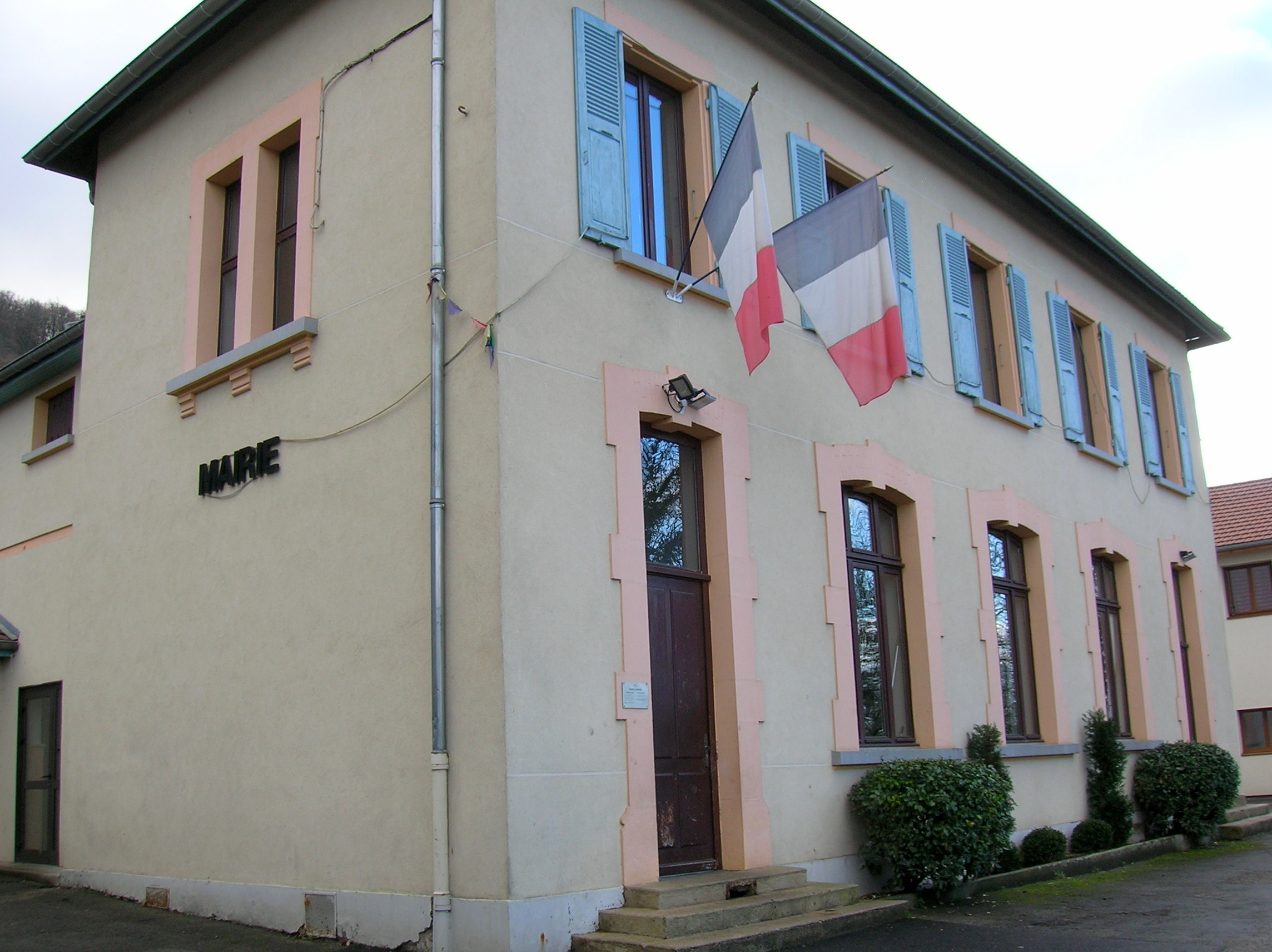
Mairie de Murianette.

## Politique et administration

### Liste des maires
| Période | Période  | Identité           | Étiquette | Qualité   |
| ------- | -------- | ------------------ | --------- | --------- |
| 1971    | 1977     | Georges Avallet    | DVD       | ...       |
| 1977    | 2003     | Dominique Lefebvre | DVG       | ...       |
| 2003    | 2014     | Gilles Moulin      | DVG       | ...       |
| 2014    | 2018     | Lucie Grillo       | DVD       | Retraitée |
| 2018    | en cours | Cédric Garcin      | DVD       | ...       |

### Jumelages
La commune de Murianette n'est jumelée à ce jour avec aucune ville.

## Population et société

### Démographie
L'évolution du nombre d'habitants est connue à travers les recensements de la population effectués dans la commune depuis 1793. Pour les communes de moins de 10 000 habitants, une enquête de recensement portant sur toute la population est réalisée tous les cinq ans, les populations de référence des années intermédiaires étant quant à elles estimées par interpolation ou extrapolation. Pour la commune, le premier recensement exhaustif entrant dans le cadre du nouveau dispositif a été réalisé en 2004.

En 2022, la commune comptait 866 habitants, en évolution de −2,91 % par rapport à 2016 (Isère : +3,07 %, France hors Mayotte : +2,11 %).
| 1793 | 1800 | 1806 | 1821 | 1831 | 1836 | 1841 | 1846 | 1851 |
| ---- | ---- | ---- | ---- | ---- | ---- | ---- | ---- | ---- |
| 225  | 226  | 233  | 225  | 259  | 267  | 268  | 289  | 311  |

| 1856 | 1861 | 1866 | 1872 | 1876 | 1881 | 1886 | 1891 | 1896 |
| ---- | ---- | ---- | ---- | ---- | ---- | ---- | ---- | ---- |
| 312  | 320  | 270  | 264  | 248  | 251  | 265  | 255  | 256  |

| 1901 | 1906 | 1911 | 1921 | 1926 | 1931 | 1936 | 1946 | 1954 |
| ---- | ---- | ---- | ---- | ---- | ---- | ---- | ---- | ---- |
| 231  | 251  | 236  | 256  | 267  | 299  | 305  | 255  | 340  |

| 1962 | 1968 | 1975 | 1982 | 1990 | 1999 | 2004 | 2006 | 2009 |
| ---- | ---- | ---- | ---- | ---- | ---- | ---- | ---- | ---- |
| 416  | 418  | 467  | 529  | 542  | 614  | 697  | 713  | 811  |

| 2014 | 2019 | 2022 | - | - | - | - | - | - |
| ---- | ---- | ---- | - | - | - | - | - | - |
| 873  | 862  | 866  | - | - | - | - | - | - |

### Enseignement
Rattachée à l'académie de Grenoble, Murianette possède son propre groupe scolaire appelé Raffin-Dugens composé de deux classes de maternelles, quatre classes élémentaires, une bibliothèque et un restaurant scolaire.
L'établissement scolaire a été surnommé Raffin-Dugens en hommage à un ancien instituteur de la commune et ancien député de l'Isère Jean-Pierre Raffin-Dugens entre 1910 et 1919.
Le nouvel établissement scolaire de la commune a été mis en service en 2004 afin de remplacer l'école actuelle du bourg positionnée dans l’enceinte de la mairie. En effet, l'ancienne école était devenue trop petite à la suite de l’accroissement démographique de la commune dans les années 2000.

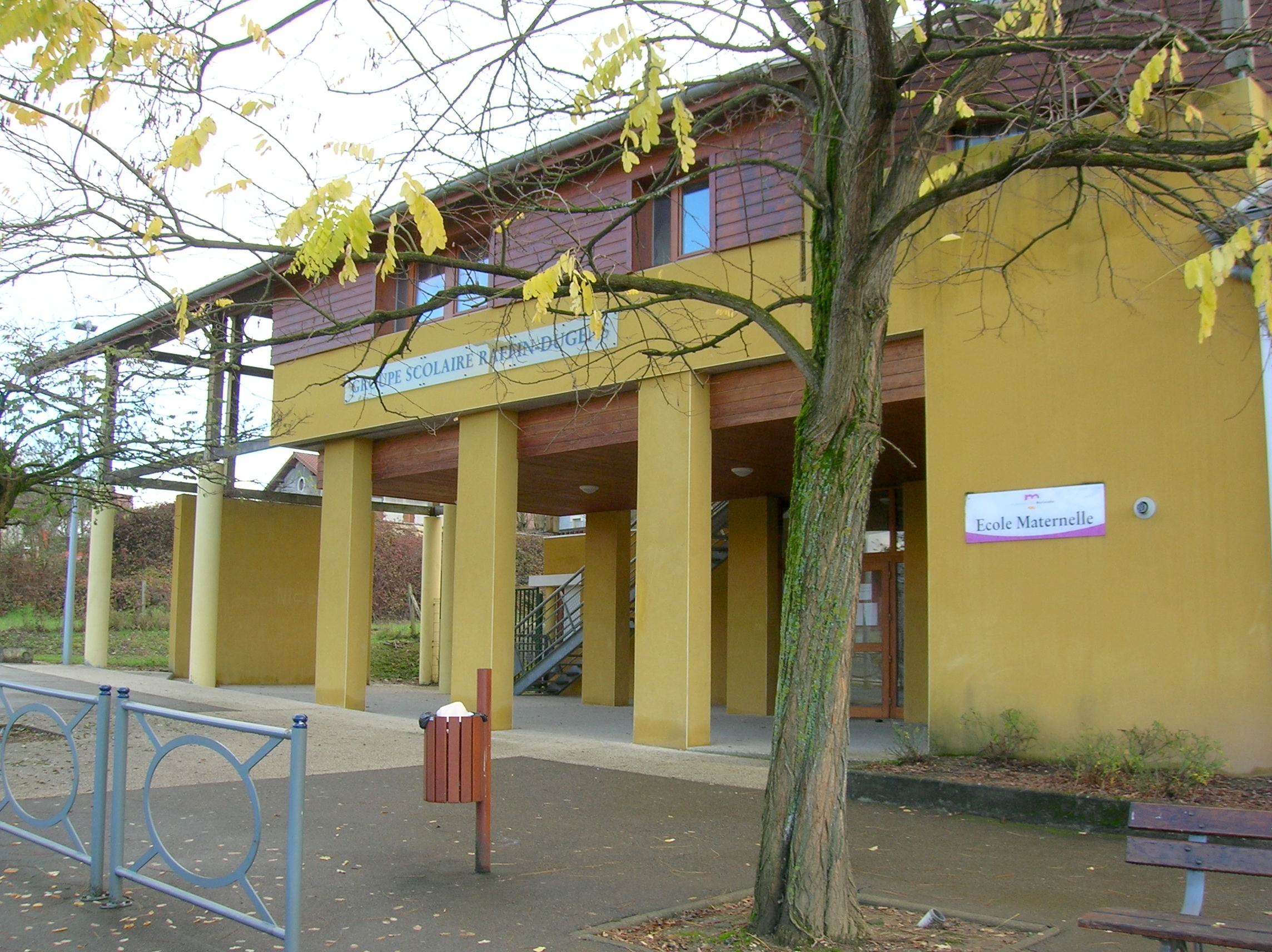
L'école maternelle.
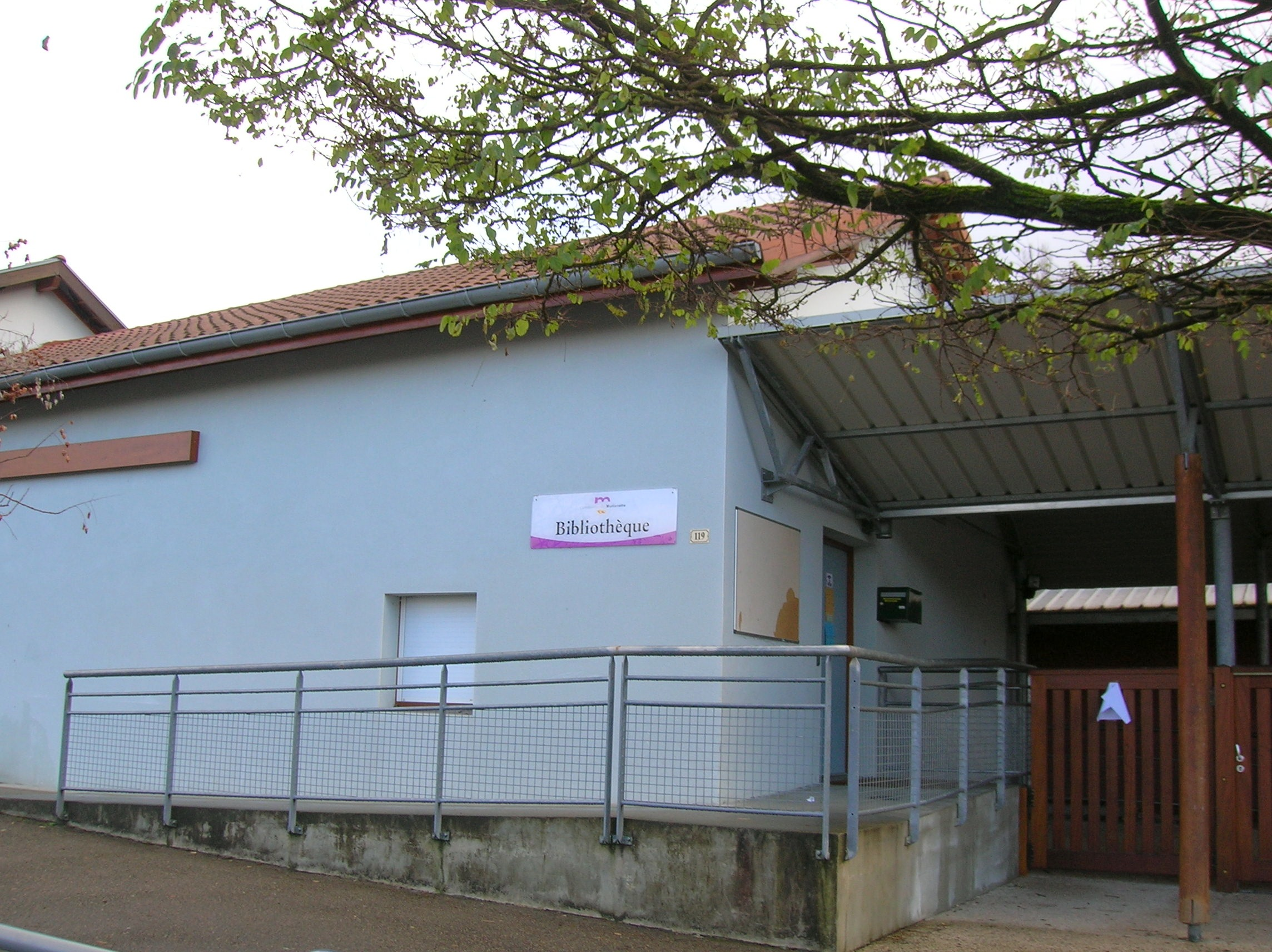
La bibliothèque.
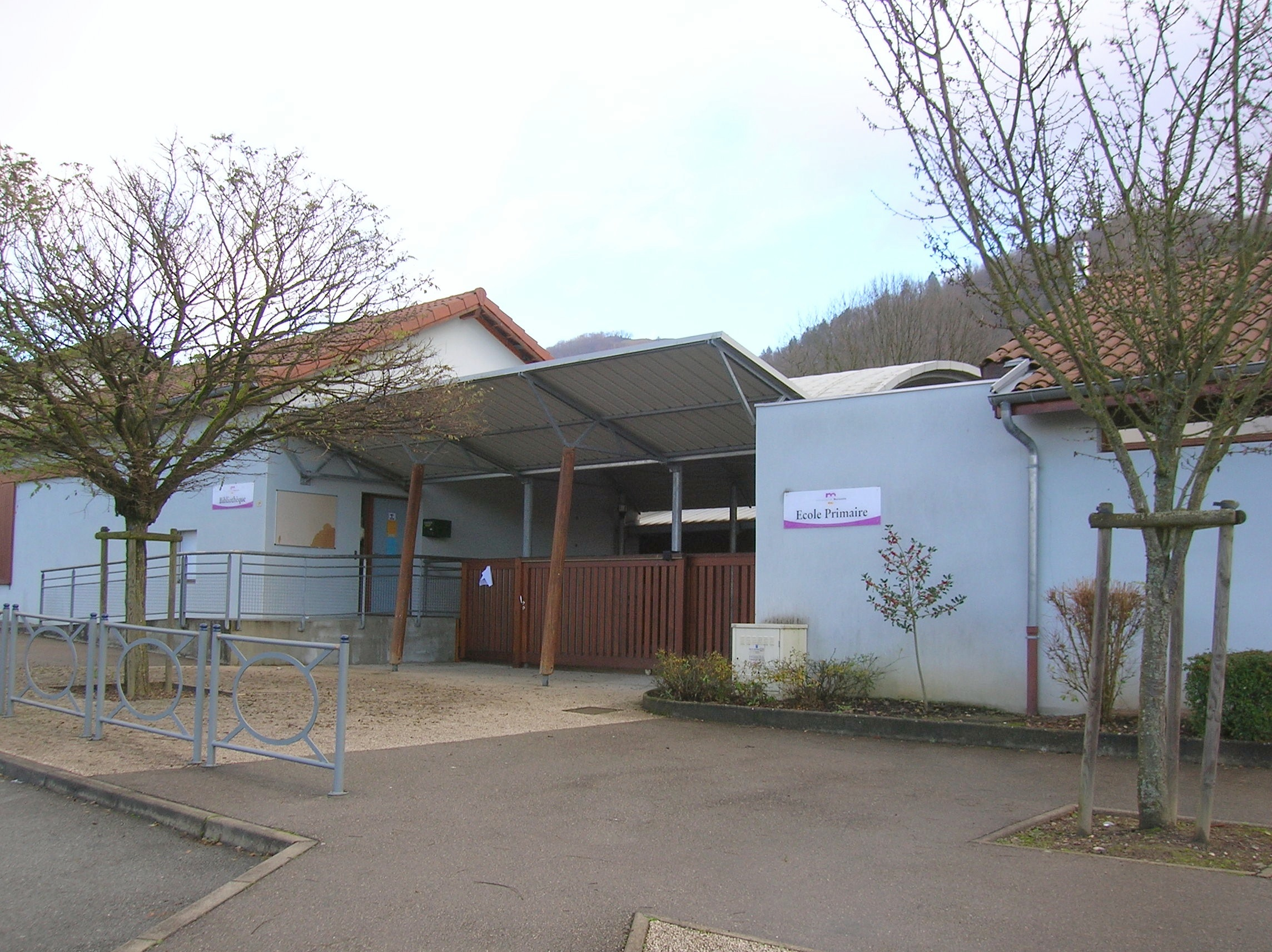
L'école primaire.

## Économie
La commune fait partiellement partie de l'aire géographique de production et transformation du « Bois de Chartreuse », la première AOC de la filière Bois en France.

## Culture locale et patrimoine

### Lieux et monuments

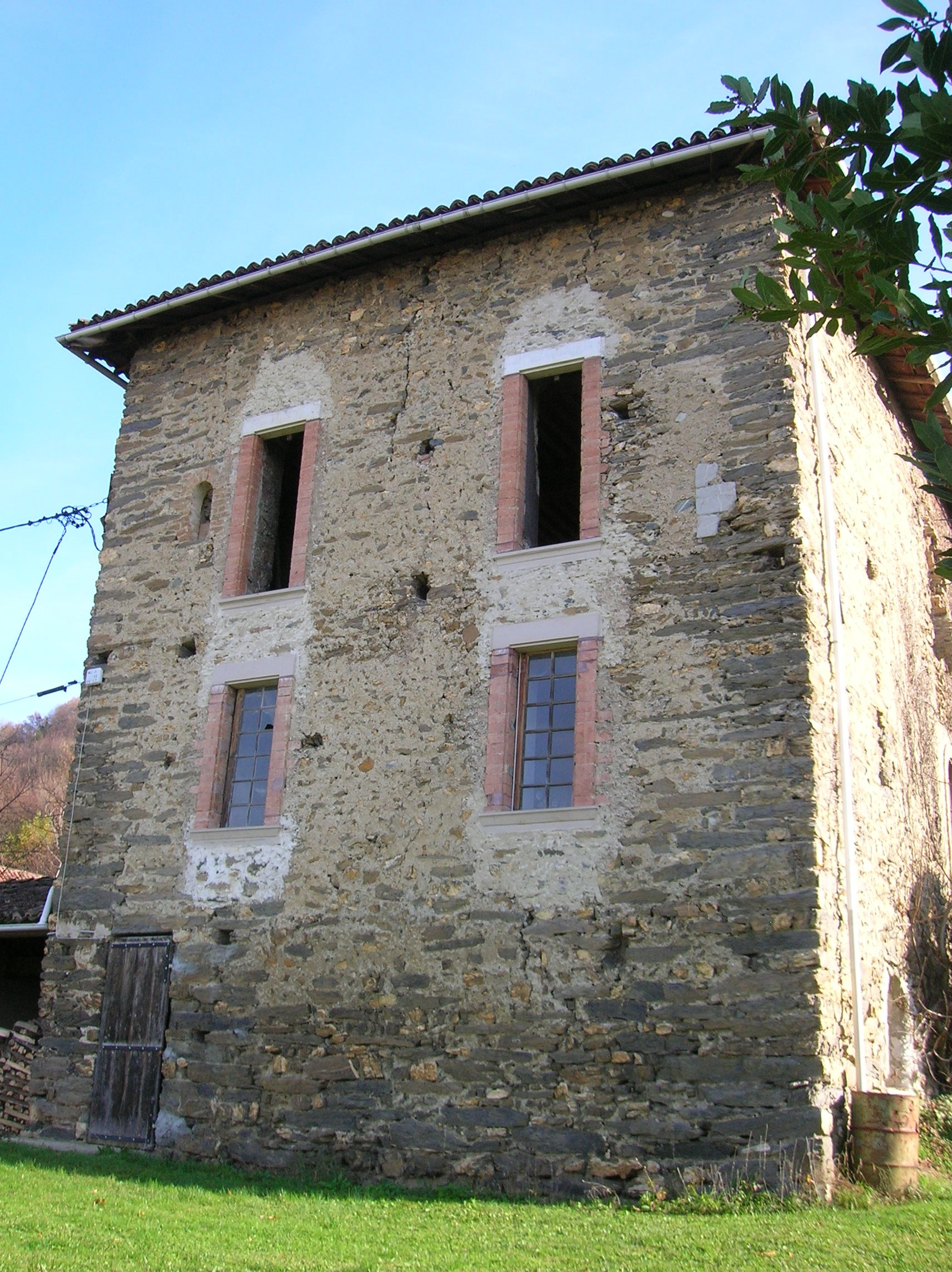
La Tour Ravier.

- La Tour Ravier, dite « Tour du diable », du XIIIe siècle[21]

« Le diable apparaissait dans la tour chaque fois qu'un habitant du village se trouvait à l'article de la mort », dit la légende locale à laquelle le petit édifice doit son nom actuel. À une centaine de mètres au-dessus de Murianette et jouxtant l'ancien chemin montant au cimetière et aux petites localités de la partie supérieure de la commune, il occupe un ressaut des premiers contreforts de la chaîne de Belledonne, bordé au sud-ouest par la gorge profonde du ruisseau de Murianette et au nord-ouest par la pente raide descendant vers le village. La plate-forme était dotée en complément d'un mur d'enceinte dont on peut encore voir le soutènement, côté vallée.
De plan approximativement carré, neuf mètres par dix mètres trente - la tour est bâtie sur un terrain pentu et s'élève sur deux niveaux côté montagne, tandis qu'un rez-de-chaussée s'ajoute côté vallée. Elle comptait il y a vingt ans encore un étage supplémentaire, comme le montre une vieille photo, mais la couleur différente et les parois plus minces laissent penser à une surélévation postérieure. Les murs, dont l'épaisseur à la base est d'environ un mètre, se composent d'un appareil irrégulier et non taillé, de dimension moyenne. Sur les deux faces non protégées de la tour, complétant le dispositif de défense, s'ouvraient des meurtrières : deux au nord-est, sur la partie supérieure du mur, simples fentes non appareillées d'environ dix centimètres de large sur soixante dix centimètres de haut, et deux au sud-est, plus grandes, dont l’ébrasement est encore visible de l'intérieur. Au premier étage, côté vallée, se trouve une petite fenêtre aujourd'hui bouchée, encadrée de briques et d'aspect ancien avec son arc plein cintre. Au premier étage encore, mais sur la face sud-ouest et contre un angle de la tour, se distingue une petite porte rectangulaire murée encadrée d'arrachements de murs, éléments probables d'une latrine. Le bâtiment fut largement réutilisé jusqu'à nos jours - habitation, grange - et subit un certain nombre de modifications. De vastes baies, cernées de briques furent percées au XIXe siècle. À l’intérieur, le rez-de-chaussée fut couvert d'une voûte en briques de forme surbaissée dont la calotte vient visiblement doubler les murs.
L'unique texte ancien mentionnant la tour de Murianette remonte à 1299. Aymon Ravier rendit hommage, à cette date, à Amédée, comte de Genève, pour une tour et une maison au dit lieu de Murianette, près de la gorge. Quelques années auparavant, en 1267, son père, Guillaume Ravier, de Murianette, avait passé reconnaissance à Marie, comtesse du Genevois, pour deux moulins et une terre à Domène, sans qu'il soit question de la tour. Il est donc possible qu'elle ait été   érigée entre ces deux dates.
- Église Saint-Félix

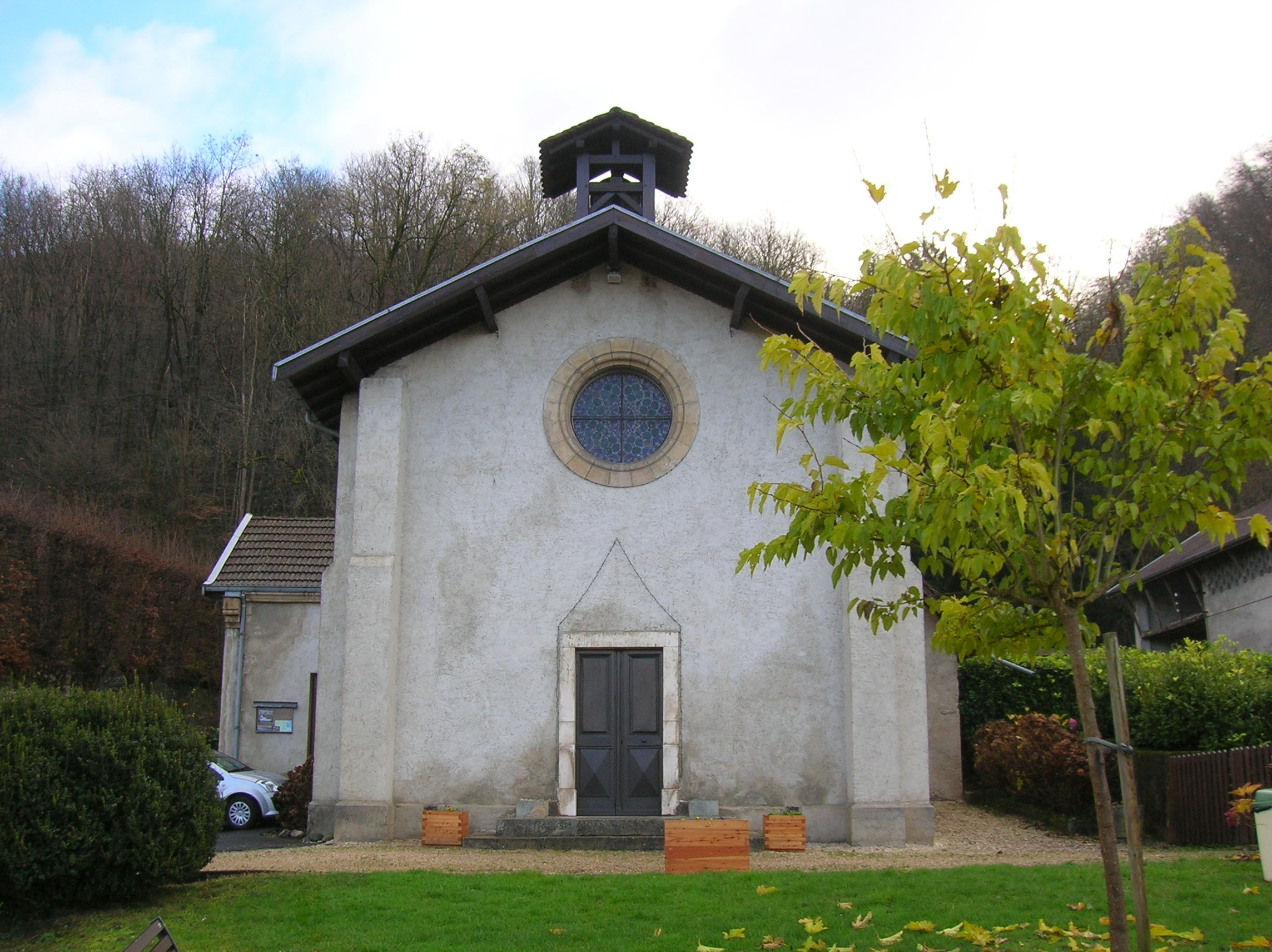
L'église.

Édifiée à la fin du XIe siècle et consacrée en 1100 sous le nom de Saint-Jean par l’évêque de Grenoble, futur Saint-Hugues, elle a la caractéristique d’avoir un chœur légèrement penché par rapport à la nef, comme cela existe dans certaines églises anciennes pour rappeler le Christ qui penche sa tête en expirant. Une autre caractéristique est l'enterrement dans le sol de certains morts, probablement les curés et des notables, les autres l'étant dans le parvis de l’église jusqu'en 1860. C’est en refaisant le sol en 1976 que des ossements sont apparus.
L'église a été remaniée plusieurs fois. La charpente daterait du XVIIe siècle aux dires d’un spécialiste. À la fin du XIXe siècle, dans les années 1890, l'église a été allongée, un nouveau fronton, percé en haut d'une grande lunette, a été construit, supportant la cloche. La sacristie a été refaite dans le bras nord du transept (la chambre des morts étant dans le bras sud). Un porche en pierre moulée, soutenue par deux colonnes, a été construit. Les vitraux datent de l'époque. Tous ces travaux ont été permis par la générosité des Chartreux qui firent une donation de 4 000 francs en 1889, travaux où l'on inaugura la nouvelle technique en pierres moulées comme on peut en voir à la mairie, à l'église de Domène ou sur la sacristie et la lunette de l'église Saint-Jean. Cette technique se mariait mal avec le style du XIe siècle.
En 1978, la municipalité a essayé de restituer le cachet ancien de l'église en remplaçant le fronton par une dépassée de toit au sud, dominée par un clocheton, et en supprimant le porche dont les colonnes ont été dressées à nouveau autour du monument aux morts, au cimetière. Autant que faire se peut, on a fait un crépi rustique pour cacher l'appareil en pierres moulées, et le plafond en plâtre a été déposé pour mettre en valeur la charpente. Les vitraux ont été restaurés en 2000.
Consacrée sous le nom de Saint-Jean, l'église s'est vu attribuer pour une raison encore inconnue un second patron, Saint-Félix. Sur le registre municipal qui mentionne la donation des Chartreux en 1889, il est écrit que l'église était dédiée à Saint Jean-Baptiste et à Saint-Félix.
- Mairie
- Château Loire

- Château Avallet

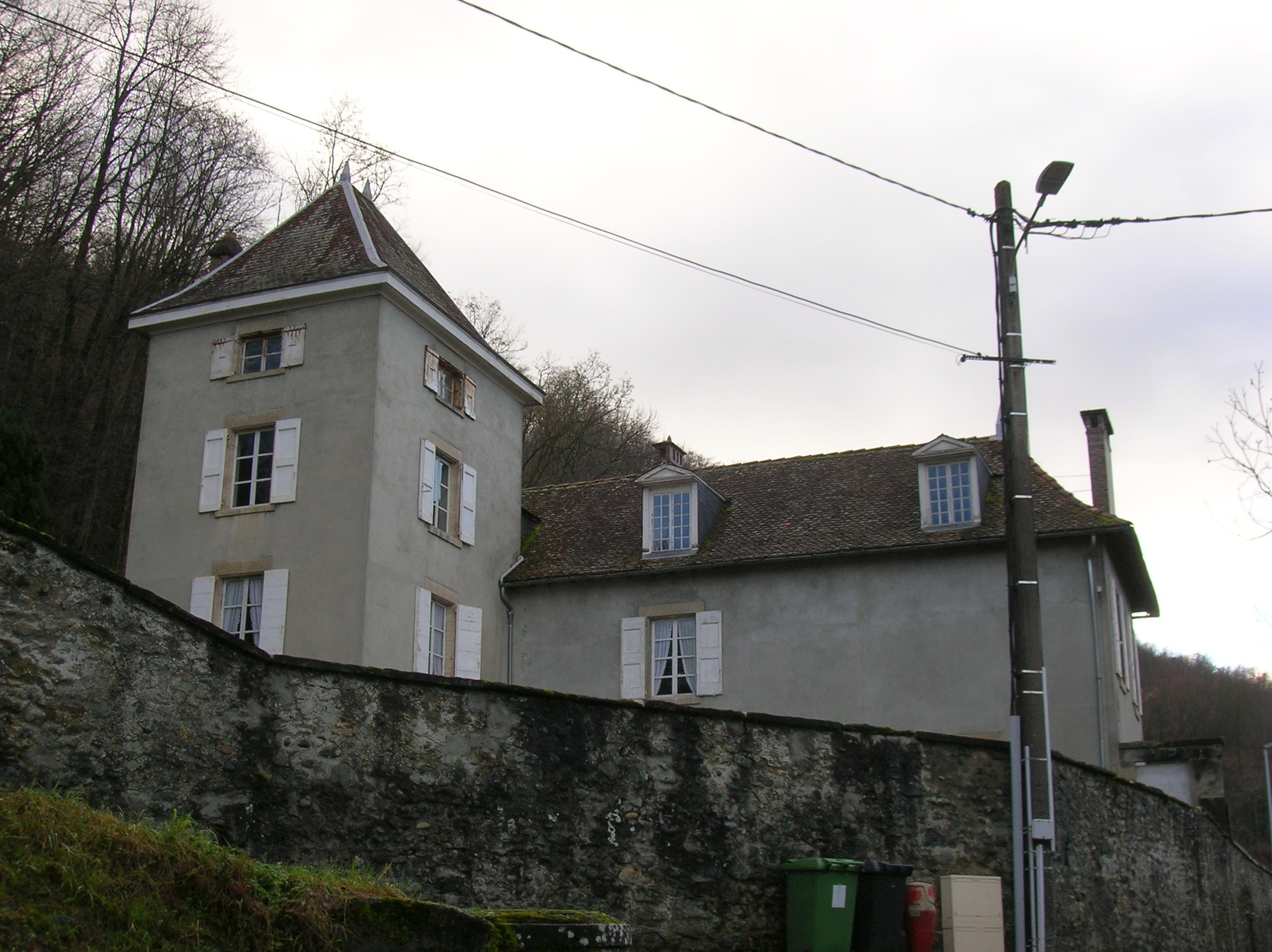
Le château Loire.

- Une maison ancienne avec les fenêtres à meneau se trouve près de l'église[21]

### Site naturel
- ZNIEFF de la Boucle de la Taillat.

### Personnalités liées à la commune
- Hector Berlioz
- Jean-Pierre Raffin-Dugens
- Charles de Gaulle